# Fletxa Valona 1950
La Fletxa Valona 1950 fou la 14a edició de la cursa ciclista Fletxa Valona. Es disputà l'1 de maig de 1950, entre Charleroi i Lieja, sobre un recorregut de 235 kilòmetres. El vencedor fou l'italià Fausto Coppi (Bianchi-Ursus), que s'imposà en solitari en l'arribada a Lieja. Coppi atacà a manca de 85 quilòmetres per l'arribada i es presentà a Lieja amb més de cinc minuts sobre els belgues Raymond Impanis (Alcyon-Dunlop) i Jean Storms (Terrot-Wolber), segon i tercer respectivament.

## Classificació final
|    | Ciclista                 | Equip              | Temps      |
| -- | ------------------------ | ------------------ | ---------- |
| 1  | Fausto Coppi (ITA)       | Bianchi-Ursus      | 6h 24' 40" |
| 2  | Raymond Impanis (BEL)    | Alcyon-Dunlop      | + 5' 05"   |
| 3  | Jean Storms (BEL)        | Terrot-Wolber      | + 5' 05"   |
| 4  | Marcel Demulder (BEL)    | Alcyon-Dunlop      | + 5' 05"   |
| 5  | Maurice Blomme (BEL)     | Bertin             | + 5' 05"   |
| 6  | René Walschot (BEL)      | Allegro            | + 5' 05"   |
| 7  | Lionel Van Brabant (BEL) | Mercier-Hutchinson | + 5' 05"   |
| 8  | Joseph Verhaert (BEL)    | Mercier-Hutchinson | + 5' 05"   |
| 9  | Edward Van Ende (BEL)    | Peugeot            | + 5' 05"   |
| 10 | Jean Breuer (BEL)        | Automoto           | + 5' 05"   |